# Rodrigue Moundounga
Rodrigue Moundounga   (Libreville, 28 d'agost de 1982) és un exfutbolista del Gabon de la dècada de 2000.
Fou internacional amb la selecció de futbol del Gabon.
Pel que fa a clubs, destacà a USM Libreville, Delta Téléstar, FC 105 Libreville, AS Mangasport i Olympique Béja.